# アダージョ
アダージョ（イタリア語: adagio）は、音楽用語の一つ。
原義は「くつろぐ」であるが、音楽用語としては遅い速度を示す（演奏記号#速度記号を参照）。
遅い速度で書かれた楽章や楽曲そのものをアダージョと呼ぶ場合もある。

## アダージョの題名で呼ばれる楽曲の例
- アルビノーニのアダージョ - レモ・ジャゾットがトマゾ・アルビノーニ作曲として発表した楽曲。
- 弦楽のためのアダージョ - サミュエル・バーバーの弦楽合奏曲。

## その他
- アダージョ・カラヤン - ヘルベルト・フォン・カラヤンの没後に発売され世界的にヒットしたコンピレーション・アルバム。
- アダージョ - スウィートボックスのアルバム。
- Adagio (寺井尚子のアルバム) - 寺井尚子のアルバム。
- アダージョ (バンド)（フランス語版） - フランスのシンフォニックメタル・バンド。